# ژان-لوک فاندنبروکه
ژان-لوک فاندنبروکه (اسپانیایی: Jean-Luc Vandenbroucke‎؛ زادهٔ ۳۱ مهٔ ۱۹۵۵) دوچرخه‌سوار اهل بلژیک است.
از باشگاه‌هایی که در آن رکاب زده‌است می‌توان به تیم دوچرخه‌سواری پژو اشاره کرد.
وی در مسابقات کشوری و بین‌المللی در مجموع برندهٔ ۲ مدال برنز شده‌است.